# Друга українська радянська армія
Друга українська радянська армія — з'єднання військ  Української Червоної армії. Сформована 15 квітня 1919 за наказом командувача Українським фронтом В.Антонова-Овсієнка для боротьби з військами Директорії УНР (див. Українська Народна Республіка) і білогвардійців (див. Збройні сили Півдня Росії). Армію зі штабом у м. Катеринослав (нині м. Дніпро) було створено на базі Групи військ Харківського напряму. До її складу ввійшли: 1-ша Задніпровська стрілецька дивізія, 2-га окрема бригада, 3-тя бригада, Кримська бригада та ін. Усі вони об'єднувалися у дві штатні дивізії:
- 3-тя українська радянська дивізія (колиш. 1-ша Задніпровська)
- 7-ма українська радянська дивізія командував А.Скачко.

У квітні 1919 частини Д. У.р.а. вели бої на Одеському напрямі та в Криму. 20 квітня 1919 вони зайняли Севастополь, а невдовзі — майже весь Крим, узбережжя Азовського моря від містечка Генічеськ до м. Маріуполь. Деякі частини брали участь у придушенні Григор'єва повстання 1919. За наказом Реввійськради Українського фронту від 8 травня 1919 армію у повному складі було передано в розпорядження командування Південним фронтом. Відповідно до декрету Всеросійського ЦВК від 1 червня 1919 про воєнну єдність радянських республік, на базі частин Д. У.р.а. утворено 14-ту армію.

## Командний склад[1]
Командувачі (командарм): 
- Скачко О.Є. (7 квітня - 7 червня 1919)

Члени РВС: 
- Дуціс (7 квітня - 7 червня 1919),
- Тищенко (7 квітня - 5 травня 1919),
- Вишневецький М.П.  (5 травня - 7 червня 1919).

Начальник штабу: 
- Карташов (7 квітня - 7 червня 1919)

## Склад
2-а Українська радянська армія створена з частин Групи військ харківського напряму (Задніпровська дивізія, 2-я окрема бригада, 3-тя бригада, Кримська бригада), які були зведені в 2 штатні дивізії:
- 3-тя українська радянська дивізія,
- 7-ма українська радянська дивізія.

## Виноски
1. ↑  В. Антонов-Овсеенко. Записки о гражданской войне. — М. : Государственное военное издательство, 1933. — Т. 4. — С. 129.(рос.)